# Städtisches Klinikum Karlsruhe
Das Städtische Klinikum Karlsruhe ist ein Krankenhaus in Karlsruhe und das größte Krankenhaus im Verband Region Karlsruhe. Es befindet sich in der Karlsruher Nordweststadt und hat über 1500 Planbetten. Von insgesamt über 4900 Mitarbeitern sind etwa 680 Ärzte. Im Jahr 2023 wurden in der Klinik etwa 197.000 Personen ambulant und über 53.000 stationär oder teilstationär versorgt. Das Städtische Klinikum Karlsruhe ist ein Lehrkrankenhaus des Universitätsklinikums Freiburg.

## Geschichte

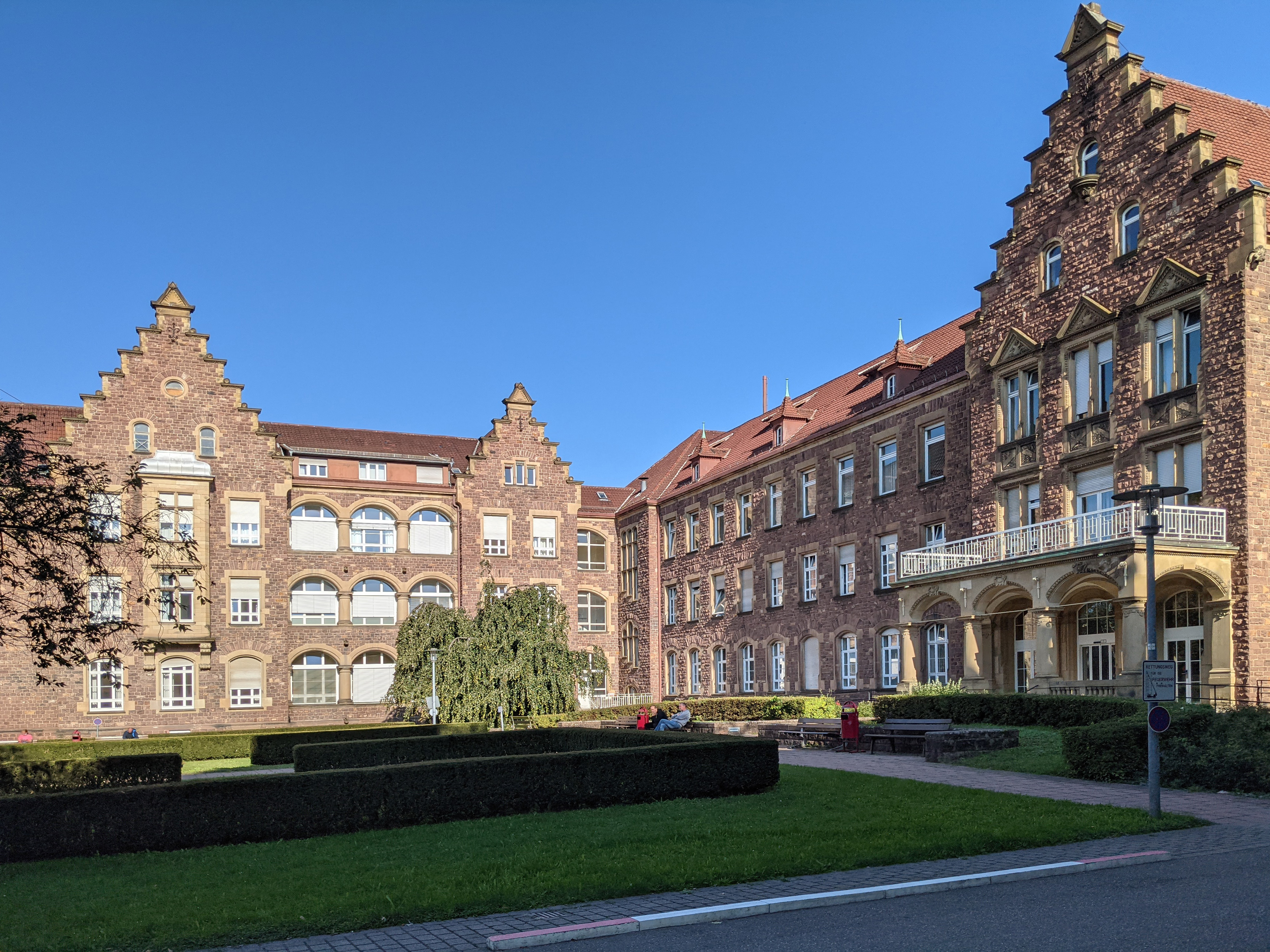
Denkmalgeschützte Altbauten im Süden des Klinikgeländes

Das Städtische Klinikum Karlsruhe geht auf das 1788 gegründete „Bürgerspital am Lidellplatz“ zurück. Von 1903 bis 1907 entstanden die heute unter Denkmalschutz stehenden Bauten der „Städtischen Krankenanstalten Karlsruhe“ an der Moltkestraße nach Plänen des Karlsruher Stadtbaumeisters Wilhelm Strieder. Der 1907 eröffnete Komplex galt als eine der modernsten und großzügigsten Kliniken der Jahrhundertwende in Deutschland. Im selben Jahr wurde der erste Röntgenapparat in der chirurgischen Abteilung in Betrieb genommen. Zunächst waren in zehn Gebäuden die Chirurgie, die Innere Medizin, zwei Isolierabteilungen für Scharlach, Diphtherie und andere ansteckende Krankheiten, Abteilungen für Geschlechts- und Hautkrankheiten sowie eine Abteilung für „Geisteskranke“ untergebracht. Die 600 Patienten wurden jeweils in drei Klassen behandelt. Im Februar 1934 wurde ein neu erbauter OP-Trakt eingeweiht, der bereits 1944 durch Bomben zerstört wurde. Nach dem Zweiten Weltkrieg wurde das Klinikum kurzzeitig von den amerikanischen Streitkräften als Militärkrankenhaus genutzt.

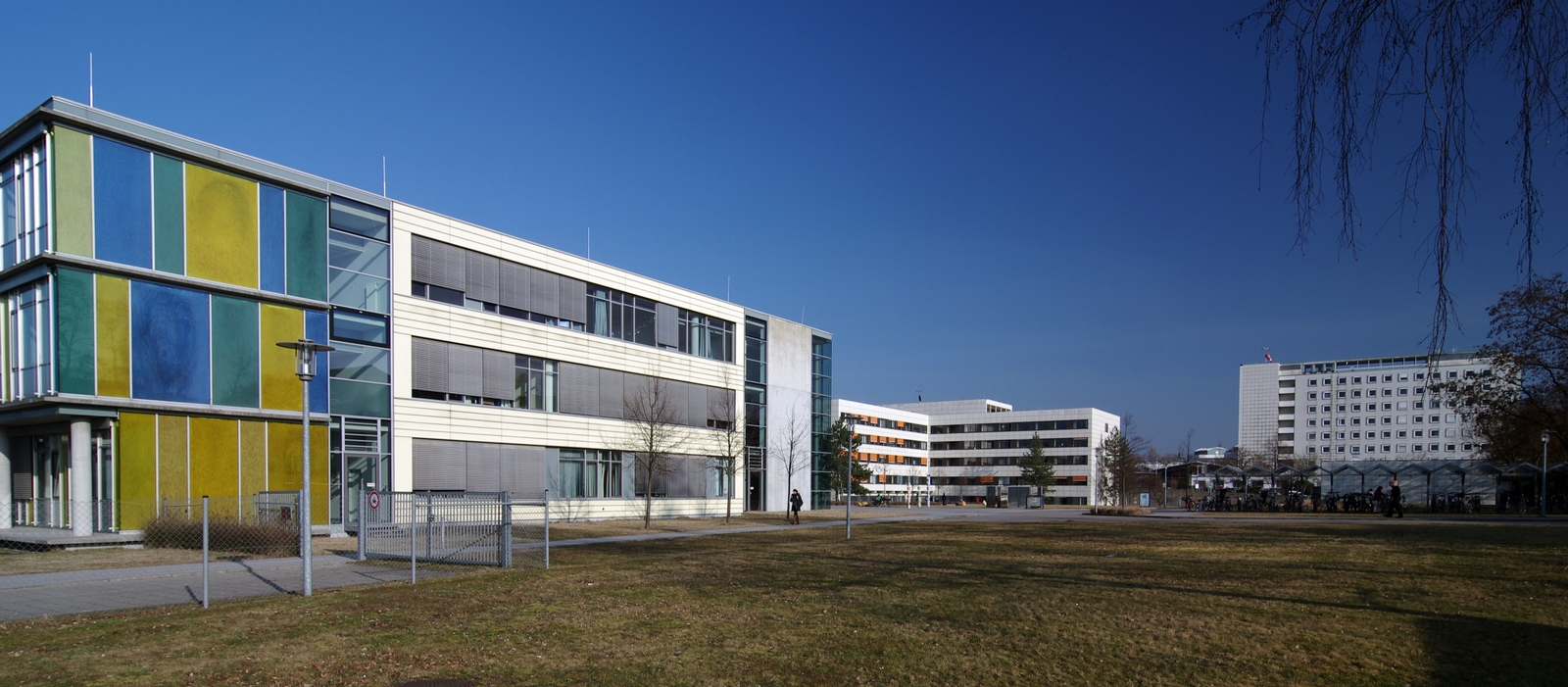
Häuser S (Zentrum für Kinder und Frauen), D und E im Jahr 2012. Auf der Freifläche entstand Haus M.

1964 eröffnete im Klinikum eine Intensivstation. Der noch aus der Gründungszeit stammende Gebäudekomplex im südlichen Teil des etwa 400 × 400 m großen Klinikgeländes wurde seitdem durch moderne Neubauten ergänzt. So kam im Jahr 1967 das Hochhaus hinzu, in dem u. a. die urologische Klinik ein neues Zuhause fand. 2003 bezog die Franz-Lust-Klinik für Kinder- und Jugendmedizin, die sich zuvor am Durlacher Tor befand, zusammen mit der Frauenklinik und der Kinderchirurgie den Neubau Haus S auf dem Klinikgelände. Das neue Betten- und Funktionshaus Haus M wurde im März 2021 eröffnet. Es erstreckt sich über die gesamte Länge des Klinikcampus zwischen Haus S und Haus R und verzahnt andere klinische Gebäude mit direkten Übergängen über die sogenannte Magistrale.
1994 wurde das Klinikum in eine gemeinnützige Gesellschaft mit beschränkter Haftung umgewandelt. Seit 2012 ist die Unfallchirurgie des Klinikums überregionales Traumazentrum und Teil des von der Deutschen Gesellschaft für Unfallchirurgie (DGU) zertifizierten Traumanetzwerks Nordbaden. Außerdem ist das Tumorzentrum Karlsruhe Clinical Cancer Center (CCC), in dem Experten verschiedener Fachrichtungen interdisziplinär zusammenarbeiten, von der Deutschen Krebsgesellschaft e. V. (DKG) als Onkologisches Zentrum zertifiziert worden. Die Anforderungen der einzelnen Fachgesellschaften erfüllen auch andere medizinische Zentren im Klinikum.

## Kliniken, Institute und Zentren
Das Klinikum verfügt über 22 Kliniken, fünf Institute, sowie je eine Notaufnahme für Kinder und Erwachsene. Hinzu kommen eine Blutspendezentrale, ein Medizinisches Versorgungszentrum (MVZ) mit zehn Fachgebieten, sowie diverse, teils zertifizierte Zentren.

### Kliniken

#### Medizinische Kliniken
Die medizinischen Kliniken befinden sich in den Häusern B (MK I+II; Nuklearmedizin; Radioonkologie) und D (MK III+IV). Teile der MK III sowie die interdisziplinäre Internistische Intensivstation sind im Neubau Haus M, Teile der MK IV in Haus R untergebracht.
| Klinik                                         | Schwerpunkte                                                                    | Sektionen, Zentren, MVZ                                                                                         | Zertifikate 1 | Leitung         |
| ---------------------------------------------- | ------------------------------------------------------------------------------- | --- | --- | --------------- |
| Medizinische Klinik I                          | Allgemeine Innere, Nephrologie, Hypertensiologie, Rheumatologie und Pneumologie | Sektion Pneumologie Sektion Rheumatologie Dialyse                                                               | Nephrologische Schwerpunktklinik (DGfN) Hypertoniezentrum (DHL) | Martin Hausberg |
| Medizinische Klinik II                         | Gastroenterologie, Hepatologie und Diabetologie                                 | Zentrale Endoskopie MVZ Gastroenterologie                                                                       | Diabeteszentrum (DDG) Fußbehandlungseinrichtung (DDG) | Liebwin Goßner  |
| Medizinische Klinik III                        | Onkologie, Hämatologie, Infektiologie und Palliativmedizin                      | Clinical Cancer Center Tagestherapiezentrum (MVZ) Sektion für Stammzelltransplantation                          | Onkologisches Zentrum (DKG) Leukämie- und Lymphomzentrum (DKG) JACIE akkreditiert (laufende Rezertifizierung) | Martin Bentz    |
| Medizinische Klinik IV                         | Kardiologie, Angiologie und Internistische Intensivmedizin                      | Sektion Angiologie Sektion Elektrophysiologie Chest-Pain-Unit Cardiac Arrest Center ECMO-Zentrum MVZ Angiologie | Cardiac-Arrest-Center (DGK\|GRC) Chest-Pain-Unit (DGK) Vorhofflimmer-Zentrum (DGK) Stätte der Zusatzqualifikation Interventionelle Kardiologie (DGK) Stätte der Zusatzqualifikation Spezielle Rhythmologie (DGK) Gefäßzentrum (DGG, DRG, DGA) | Julian Widder   |
| Klinik für Nuklearmedizin                      | Radioiod-Therapiestation, PET/CT, SPECT/CT                                      | MVZ Nuklearmedizin                                                                                              | EARL Theranostics Center of Excellence | Juri Ruf        |
| Klinik für Radioonkologie und Strahlentherapie |                                                                                 | MVZ Strahlentherapie                                                                                            | | Katja Lindel    |

#### Chirurgische Kliniken
Die chirurgischen Kliniken befinden sich – mit Ausnahme der Hautklinik (Haus V) – im Neubau Haus M.
| Klinik                                                | Sektionen, Zentren | Zertifikate 2 | Leitung             |
| ----------------------------------------------------- | --- | --- | ------------------- |
| Klinik für Allgemein- und Visceralchirurgie           | Adipositaszentrum (Sektion) Analkarzinomzentrum Darmkrebszentrum (Sektion) Leber- und Pankreaszentrum Magen- und Ösophaguszentrum Schilddrüsenzentrum | Analkarzinomzentrum (DKG) Darmkrebszentrum (DKG) Magenkrebszentrum (DKG) Pankreaskarzinomzentrum (DKG) Referenzzentrum Adipositaschirurgie (DGAV) Viszeralonkologisches Zentrum (DKG) Zentrum für Chirurgische Endoskopie (DGAV) | Jochen Gaedcke      |
| Klinik für Anästhesie und Intensivmedizin             | Regionales Schmerzzentrum ECMO-Zentrum | | Franz Kehl          |
| Klinik für Gefäßchirurgie                             | Sektion Aortenchirurgie Gefäßzentrum | Gefäßzentrum (DGG, DRG, DGA) | Martin Storck       |
| Hautklinik                                            | Hauttumorzentrum | Hauttumorzentrum (DKG) | Claus-Detlev Klemke |
| Klinik für Unfall-, Hand- und Orthopädische Chirurgie | Überregionales Traumazentrum | Überregionales Traumazentrum (DGU) Schwerstverletztenartenverfahren der DGUV | Christof Müller     |
| Urologische Klinik                                    | Prostatakrebszentrum | Kontinenz- und Beckenboden-Zentrum Prostatakrebszentrum (DKG) | Dogu Teber          |

#### Kopfkliniken
Die Kopfkliniken sind über den Campus verteilt. Die Augenklinik ist auf die gegenüberliegenden Häuser L (Ambulanz, OP) und H2 (Station) aufgeteilt. Die MKG-Station befindet sich ebenfalls in Haus H2, über einen Tunnel verbunden mit der Ambulanz und dem OP im Neubau Haus M. Dort wiederum findet sich auch die Neurochirurgie sowie die Neurointensivstation. Die Neurologie ist im direkt an Haus M angeschlossenen Haus D zu finden, während sich die HNO im ebenfalls angeschlossenen Haus S befindet.
| Klinik                                                           | Sektionen, Zentren, Schwerpunkte | Zertifikate 3                                                   | Leitung         |
| ---------------------------------------------------------------- | --- | --------------------------------------------------------------- | --------------- |
| Augenklinik                                                      | |                                                                 | Albert Augustin |
| Hals-Nasen-Ohrenklinik                                           | Sektion Nasennebenhöhlen- und Schädelbasischirurgie Sektion Plastische- und Rekonstruktive Gesichtschirurgie Kompetenzzentrum für Schlafmedizin Abteilung Phoniatrie und Pädoaudiologie Kopf-Hals-Tumorzentrum (zusammen mit MKG-Klinik) | Kopf-Hals-Tumorzentrum (DKG) Schlafmedizinisches Zentrum (DGSM) | Werner Heppt    |
| Neurologische Klinik Teil des Karlsruher Neurozentrums KaNeZ     | Überregionale Stroke Unit Neurointensivmedizin Geriatrie MS-Zentrum | Stroke Unit und Enhanced Care Station (DSG) MS-Zentrum (DMSG)   | Georg Gahn      |
| Neurochirurgische Klinik Teil des Karlsruher Neurozentrums KaNeZ | |                                                                 | Uwe Spetzger    |
| Klinik für Mund-, Kiefer- und Gesichtschirurgie                  | Kopf-Hals-Tumorzentrum (zusammen mit HNO-Klinik) Spaltzentrum MVZ Zahnmedizin | Kopf-Hals-Tumorzentrum (DKG)                                    | Anton Dunsche   |

#### Zentrum für Kinder und Frauen
Das Zentrum für Kinder und Frauen mit der Frauenklinik, der Kinderchirurgischen Klinik, sowie der Klinik für Kinder- und Jugendmedizin mitsamt Sozialpädiatrischem Zentrum ist in Haus S (Baujahr 2003) untergebracht.
| Klinik                                          | Sektionen, Zentren Schwerpunkte | Zertifikate 4 | Leitung          |
| ----------------------------------------------- | --- | --- | ---------------- |
| Frauenklinik                                    | Perinatalzentrum Level 1 Gynäkologisches Krebszentrum Brustzentrum Dysplasiesprechstunde Endometriosezentrum Kontinenz- und Beckenboden-Zentrum | Endometriosezentrum Gynäkologisches Krebszentrum (DKG) Brustzentrum (DKG) Dysplasiesprechstunde (DKG) Kontinenz- und Beckenboden-Zentrum | Andreas Müller   |
| Franz-Lust-Klinik für Kinder- und Jugendmedizin | Perinatalzentrum Level 1 Sozialpädiatrisches Zentrum und Neuropädiatrie Kinderonkologie mit Kinderpalliativzentrum Neonatologie und pädiatrische Intensivmedizin Diabetiologie und Endokrinologie Kinder-Pneumologie und Allergologie Kinder-Kardiologie Kinderschutzgruppe | Diabeteszentrum (DDG) Epilepsie-Ambulanz (DGfE)                                                                                          | Sascha Meyer     |
| Kinderchirurgische Klinik                       | Sektion Kinderurologie Sektion Orthopädie Traumatologie Kinderschutzgruppe | Spezialisierte Klinik für brandverletzte Kinder (DGV)                                                                                    | Verena Ellerkamp |

#### Psychiatrische Kliniken
Diese Kliniken finden sich, ein paar hundert Meter vom Hauptcampus entfernt, auf dem Areal der ehemaligen Landesfrauenklinik in der Kaiserallee. Zudem werden mehrere Tageskliniken im Stadtgebiet sowie in Ettlingen betrieben. Die Psychosomatik sowie die stationäre Suchtmedizin befinden sich in Haus C auf dem Hauptcampus des Klinikums, ebenso die suchtmedizinische Ambulanz und Tagesklinik (Haus X).
Seit Februar 2023 befinden sich zudem zwei neu eröffnete Stationen der Kinder- und Jugendpsychiatrie in Haus C auf dem Hauptcampus. Durch die Erweiterung um 20 Betten soll die psychiatrische und psychosomatische Versorgung von Kindern und Jugendlichen gestärkt werden.
| Klinik                                                          | Leitung          |
| --------------------------------------------------------------- | ---------------- |
| Klinik für Psychiatrie und psychotherapeutische Medizin         | Heiko Graf       |
| Kinder- und Jugendpsychiatrie, Psychosomatik und Psychotherapie | Meike Bottlender |

### Institute
Die Transfusionsmedizin (inkl. Blutspendezentrale), sowie das Zentrallabor (inkl. Drogenanalytik) sind in Haus D untergebracht. Im benachbarten Haus R finden sich die Radiologie und Neuroradiologie. Die Apotheke teilt sich mit der Mikrobiologie Haus I, einen Neubau aus dem Jahr 2018, während die Pathologie Haus K nutzt.
| Institut                                                                        | Schwerpunkte/Abteilungen | Leitung              |
| ------------------------------------------------------------------------------- | --- | -------------------- |
| Apotheke                                                                        | Logistik Arzneimittelherstellung Zytostatika-Zubereitung LAK-Depot Regionales Arzneimittel-Informations-Zentrum (RAIZ) Akademische Ausbildungsapotheke | Christian Degenhardt |
| Institut für Diagnostische und Interventionelle Radiologie                      | Sektion Kinderradiologie Zertifikat Muskoskelettale Radiologie (DRG) Zertifikate Herz-CT und Herz-MRT (DRG) Zertifikat Prostatographie (DRG) Gefäßzentrum (DGG, DRG, DGA) Zentrum für Kardiovaskuläre Bildgebung (DRG) Zentrum für minimal-invasive Gefäßmedizin (DeGIR) Zentrum für minimal-invasive Therapien (DeGIR) Zentrum für minimal-invasive Onkologie (DeGIR) | Peter Reimer         |
| Institut für Neuroradiologie Teil des Karlsruher Neurozentrums KaNeZ            | Zentrum für neurovaskuläre Therapien (DeGIR/DGNR) | Safwan Roumia        |
| Pathologisches Institut                                                         | MVZ Pathologie | Thomas Rüdiger       |
| Zentralinstitut für Laboratoriumsmedizin, Mikrobiologie und Transfusionsmedizin | Abteilung Medizinische Diagnostik/Zentrallabor Abteilung Mikrobiologie Abteilung Transfusionsmedizin und Hämostaseologie Speziallabor für Drogenanalytik MVZ Labormedizin MVZ Mikrobiologie MVZ Transfusionsmedizin | Jens Brümmer         |

### Zentren

#### Zertifizierte Krebszentren
Am Klinikum Karlsruhe finden sich folgende von der DKG/OncoZert zertifizierte Krebszentren.
- Onkologisches Zentrum
- Brustzentrum
- Gynäkologisches Krebszentrum
- Gynäkologische Dysplasie-Sprechstunde
- Hautkrebszentrum
- Kopf-Hals-Tumorzentrum
- Leukämie- und Lymphomzentrum[11]
- Prostatakrebszentrum[11]
- Viszeralonkologisches Zentrum mit
  - Analkarzinomzentrum
  - Darmkrebszentrum
  - Magenkrebszentrum
  - Pankreaskarzinomzentrum

Weitere Schwerpunktzentren sind in den Tabellen bei den einzelnen Kliniken gelistet.

### Medizinisches Versorgungszentrum (MVZ)
Das Medizinische Versorgungszentrum am Städtischen Klinikum Karlsruhe GmbH ist eine hundertprozentige Tochtergesellschaft des Klinikums.
Es bietet auf dem Campus des Klinikums und in einer Zweigpraxis ambulante Leistungen in folgenden Fachgebieten an (Stand 09/2021):
- Gastroenterologie (hausärztlich)
- Notfallmedizin (hausärztlich)
- Onkologie, Hämatologie
- Angiologie
- Nuklearmedizin
- Strahlentherapie
- Zahn-, Mund-, Kieferheilkunde (ZMK)
- Pathologie
- Labormedizin
- Mikrobiologie
- Transfusionsmedizin